# Gora Otdalënnaja
Gora Otdalënnaja (englische Transkription von russisch Гора Отдалённая Gora Otdaljotnaja, deutsch ‚Entlegener Berg‘) ist ein Nunatak im ostantarktischen Mac-Robertson-Land. In den Prince Charles Mountains ragt er nordöstlich der O’Leary Ridges auf.
Russische Wissenschaftler benannten ihn.